# Населення Полтави
Населення Полтави станом на 1 лютого 2015 року становило 294 817 осіб, на місто припадало 20,4% населення Полтавської області. На початку 2014 р. за чисельністю населення серед міст України Полтава посідала 17 місце.

## Історична динаміка
Історична динаміка чисельності населення Полтави:

## Статево-вікова структура
За статтю у місті переважали жінки, яких за переписом 2001 року налічувалося 170 567 осіб (53,6%), тоді як чоловіків 147 431 (46,4%). У віці молодшому за працездатний знаходилося 49 104 осіб (15,4%), у працездатному віці — 202 575 осіб (63,7%), у віці старшому за працездатний — 66 319 осіб (20,9%).
Розподіл населення за віком та статтю (2001):
| Стать | Всього  | До 15 років | 15-24  | 25-44  | 45-64  | 65-85  | Понад 85 |
| --- | ------- | ----------- | ------ | ------ | ------ | ------ | -------- |
| Чоловіки | 143 566 | 22 375      | 30 393 | 43 441 | 34 891 | 11 939 | 527      |
| Жінки | 167 181 | 20 885      | 29 601 | 47 811 | 45 112 | 21 935 | 1837     |
| \| Статево-вікова піраміда \| Статево-вікова піраміда \| Статево-вікова піраміда \| \| ----------------------- \| ----------------------- \| ----------------------- \| \| Чоловіки \| Вік \| Жінки \| \| 527 \| 85 + \| 1837 \| \| 1018 \| 80-84 \| 2830 \| \| 2432 \| 75-79 \| 6003 \| \| 4081 \| 70-74 \| 6863 \| \| 4408 \| 65-69 \| 6239 \| \| 9121 \| 60-64 \| 11 851 \| \| 6164 \| 55-59 \| 7993 \| \| 9917 \| 50-54 \| 12 924 \| \| 9689 \| 45-49 \| 12 344 \| \| 10 361 \| 40-44 \| 12 447 \| \| 10 336 \| 35-39 \| 11 597 \| \| 10 523 \| 30-34 \| 11 337 \| \| 12 221 \| 25-29 \| 12 430 \| \| 13 889 \| 20-24 \| 13 883 \| \| 16 504 \| 15-20 \| 15 718 \| \| 9834 \| 10-14 \| 9437 \| \| 7241 \| 5-9 \| 6523 \| \| 5300 \| 0-4 \| 4925 \| |         |             |        |        |        |        |          |
| Статево-вікова піраміда |         |             |        |        |        |        |          |
| Чоловіки | Вік     | Жінки       |        |        |        |        |          |
| 527 | 85 +    | 1837        |        |        |        |        |          |
| 1018 | 80-84   | 2830        |        |        |        |        |          |
| 2432 | 75-79   | 6003        |        |        |        |        |          |
| 4081 | 70-74   | 6863        |        |        |        |        |          |
| 4408 | 65-69   | 6239        |        |        |        |        |          |
| 9121 | 60-64   | 11 851      |        |        |        |        |          |
| 6164 | 55-59   | 7993        |        |        |        |        |          |
| 9917 | 50-54   | 12 924      |        |        |        |        |          |
| 9689 | 45-49   | 12 344      |        |        |        |        |          |
| 10 361 | 40-44   | 12 447      |        |        |        |        |          |
| 10 336 | 35-39   | 11 597      |        |        |        |        |          |
| 10 523 | 30-34   | 11 337      |        |        |        |        |          |
| 12 221 | 25-29   | 12 430      |        |        |        |        |          |
| 13 889 | 20-24   | 13 883      |        |        |        |        |          |
| 16 504 | 15-20   | 15 718      |        |        |        |        |          |
| 9834 | 10-14   | 9437        |        |        |        |        |          |
| 7241 | 5-9     | 6523        |        |        |        |        |          |
| 5300 | 0-4     | 4925        |        |        |        |        |          |

Станом на 1 січня 2014 року статево-віковий розподіл населення Полтави був таким:
| вік         | чоловіки | жінки   | обидві статі |
| ----------- | -------- | ------- | ------------ |
| 0-14        | 18 670   | 17 158  | 35 828       |
| 15-64       | 99 548   | 111 426 | 210 974      |
| 65 і старше | 14 538   | 27 589  | 42 127       |

## Національний склад
|          | 1926 | 1939 | 1959 | 1989 | 2001 |
| -------- | ---- | ---- | ---- | ---- | ---- |
| українці | 68,4 | 78,5 | 79,7 | 79,8 | 87,7 |
| росіяни  | 8,9  | 9,5  | 15,6 | 17,5 | 10,6 |
| євреї    | 20,5 | 9,9  | 3,4  | 0,8  | 0,3  |

Згідно з опитуваннями, проведеними Соціологічною групою «Рейтинг» у 2017 році, українці становили 95% населення міста, росіяни — 4%.

## Мовний склад
| мова       | 1897 | 1926 | 1989 | 2001 |
| ---------- | ---- | ---- | ---- | ---- |
| українська | 56,0 | 62,7 | 75,9 | 85,4 |
| російська  | 20,5 | 23,7 | 23,0 | 14,1 |
| єврейська  | 19,9 | 12,3 | 0,1  |      |

Українська мова є основною та єдиною офіційною мовою міста.
Згідно з опитуваннями, проведеними Соціологічною групою «Рейтинг» у 2017 році, українською вдома розмовляли 53 % населення міста, російською — 9 %, українською та російською в рівній мірі — 35 %.
Згідно з опитуванням, проведеним Міжнародним республіканським інститутом у квітні-травні 2023 року, українською вдома розмовляли 75 % населення міста, російською — 12 %, «іншою» (переважна більшість відповідей «інше» включає варіант «як українською, так і російською мовами») — 12 %.
Згідно з опитуванням, проведеним Міжнародним республіканським інститутом у квітні-травні 2024 року, українською вдома розмовляли 87 % населення міста, російською — 35 % (на відміну від опитування 2023 року було дозволено вибір кількох варіантів).